# جلاد

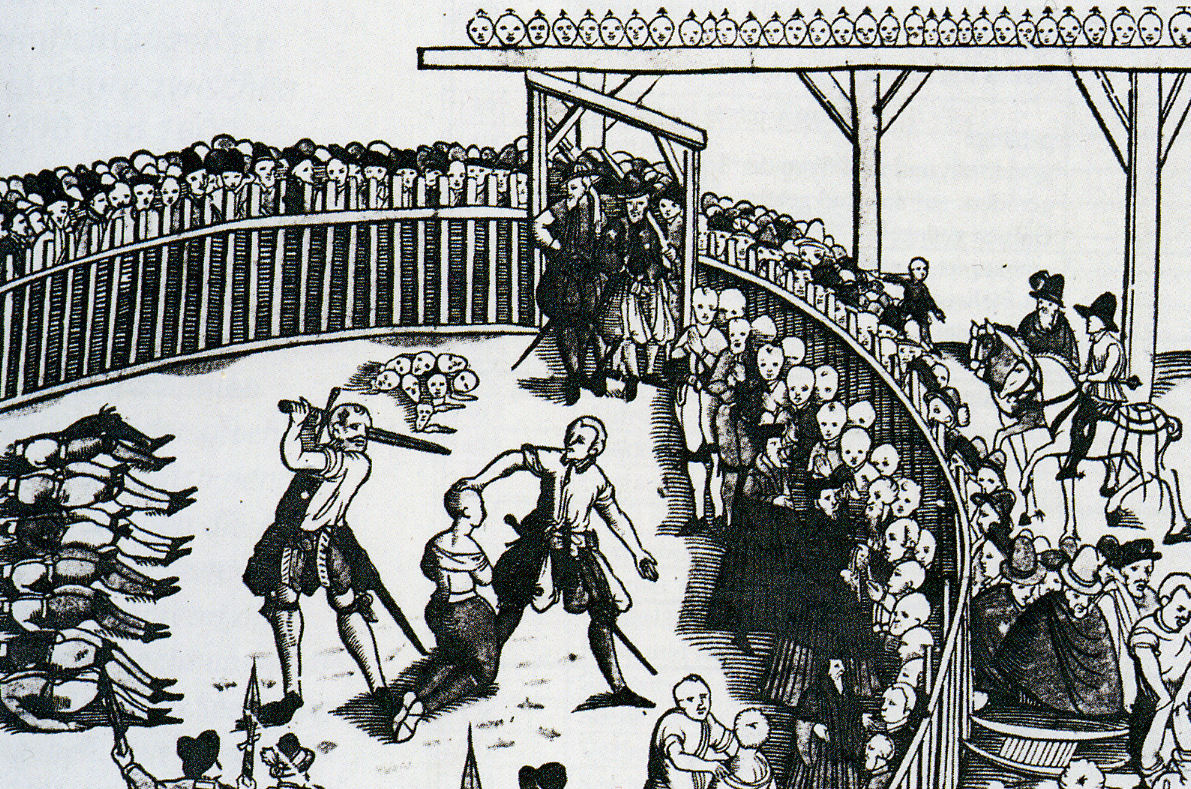
مراسم اعدام در ملأ عام دزدان دریایی در هامبورگ آلمان در ۱۰ سپتامبر ۱۵۷۳

جلّاد به شخصی گفته می‌شود که مسئول اجرای دستور پادشاه یا حکم دادگاه است که می‌تواند حکم اعدام یا مجازاتی دیگر باشد.

## وظایف جلاد
برای کارهایی که جلاد از طرف پادشاه یا دادگاه به انجام آن‌ها می‌پردازد می‌توان به یکی از موضوعات زیر اشاره کرد:
- قصاص
- سربریدن
- دار زدن
- لینگچی
- مثله کردن
- خفه کردن
- خوراندن زهر
- تیرباران

## تاریخچه
از دیرباز پادشاهان به خاطر راحتی در محاکمهٔ مجرمان و ایجاد ترس از انجام کارهای خلاف قانون در بین مردم از جلادها استفاده می‌کرده و امروزه نیز حکومت‌ها از جلادها برای قصاص استفاده می‌کنند.

## پوشش
در کل برای شناسایی نشدن جلادها از افراد یا سربازان سیاه‌پوش استفاده می‌کردند اکثر این افراد از قبل برای این امر آماده می‌شدند.